# 胡晓媛
胡晓媛（1977年—），黑龍江哈爾濱人，中華人民共和國当代艺术家。

## 生平
1977年出生于黑龙江哈尔滨。1998年毕业于中央美术学院附中，2002年毕业于中央美术学院设计系，她在2007年时被邀请参加了第12届卡塞尔文献展，是中国迄今为止被邀请的第一位女性艺术家。她的作品形式多样，包括装置艺术，录像艺术，绘画，摄影等。这些作品往往从具体经验中抽离，转而讨论时间、空间和存在等更为抽象的话题。 近期参与了包括不受控2012纽约新美术馆三年展；2011年上海民生美术馆中国影像艺术1988-2011；2010年北京今日美术馆调节器－第二届今日文献展等多个展览。现居北京。

## 个展
- 2012.10 [ 根处无果]，中国，北京，北京公社
- 2011.06 [ 夏至 ]，台湾，台北，古公馆。
- 2010.09 [ 胡晓媛 ] ,中国,北京,北京公社。

## 群展
- 2012.02 [ 不受控 ],美国,纽约,新美术馆。
- 2011.09 [ 中国影像艺术1988-2011 ]，中国,上海, 民生美术馆。
- 2011.06 [ 路易丝·布尔乔亚 及 向布尔乔亚致意 : 林天苗, 胡晓媛 ]，中国,上海, James Cohan Gallery。
- 2011.02 [ 完美世界里 ],美国,纽约,Meulensteen画廊。
- 2010.12 [ 北京之声- 在一起或孤芳自赏 ],中国,北京,佩斯北京。
- 2010.11 [ 弦外 - 当代影像艺术展 ],中国,上海, 上海当代艺术馆。
- 2010.09 [ 东区媒体景观 ]2010利物浦双年展多媒体艺术部分,英国,利物浦 / 韩国,首尔,Loop画廊。
- 2010.09 [ 调节器 - 第二届今日文献展 ],中国,北京,今日美术馆。
- 2010.03 [ 线索 ],中国,北京,Boers-Li Galley。
- 2010.03 [ 丛林 ],中国,北京,站台中国当代艺术机构。
- 2008.11 [ 自传体档案 ],瑞士,伯尔尼,Kunstmuseum 美术馆。
- 2008.09 [ 白夜生长 ],瑞典,斯德哥尔摩,Bonniers Konsthall 美术馆。
- 2008.08 [ 微妙 ],中国,北京,站台中国当代艺术机构。
- 2008.04 [ 自讨苦吃-中国当代艺术中的神经质 ],苏格兰,格拉斯哥艺术学院美术馆。
- 2008.02 [ 红色的边缘-乌利・希客收藏展 ],西班牙,巴塞罗那,米罗博物馆。
- 2007.06 [ 第十二届卡塞尔文献展 ],卡塞尔,德国。
- 2007.06 [ 中国欢迎你 ],奥地利,格拉茨,Kunsthaus Graz 美术馆。
- 2006.04 [ 亚洲现代美术邀请展 ],韩国,光州,宝星白民美术馆。
- 2005.06 [ 麻将-乌利・希客收藏展 ],瑞士,伯尔尼美术馆。

## 出版
- 《中国影像艺术1988－2011》(世界艺术出版社 ISBN 978-988-97755-2-0)
- 《The Book of Guilty Pleasures》(ISBN 978-981-08-8069-9)
- 《2010第二节今日文献展》(文化艺术出版社 ISBN 978-7-5039-4717-9)
- 《China Welcomes You…》(Kunsthaus Graz am Landesmuseum Joanneum ISBN 978-3-86560-271-8)
- 《中国当代艺术－CHINA ART BOOK》(DUMONT ISBN 978-3-8321-7769-0)
- 《DOCUMENTA . KASSEL 2007》(TASCHEN ISBN 978-3-8365-0052-4)